# Messier 4
Messier 4 este un obiect ceresc care face parte din Catalogul Messier, întocmit de astronomul francez Charles Messier.